# Lajos Ágner
Lajos Ágner (n. 16 februarie 1878, Szécsény, d. 30 aprilie 1949, Budapesta) a fost un scriitor, istoric literar și orientalist maghiar.